# Coryphoblennius galerita
Coryphoblennius galerita é uma espécie de peixe, pertencente à família Blenniidae.
A autoridade científica da espécie é Linnaeus, tendo sido descrita no ano de 1758.

## Portugal
Encontra-se presente em Portugal, onde é uma espécie nativa.
O seu nome comum é marachomba.

## Descrição
Trata-se de uma espécie marinha. Atinge os 7,59 cm de comprimento padrão nos indivíduos do sexo masculino.